# Sung Hoon
Dans ce nom coréen, le nom de famille, Bang, précède le nom personnel.
Sung Hoon (en coréen : 성훈; né Bang In-kyu le 14 février 1983) est un acteur sud-coréen.

## Biographie

### Jeunesse
Sung Hoon était un champion de natation de son université, l’université Yong In, et s'était spécialisé dans la nage papillon. Il a fait de la natation pendant 14 ans, mais a dû arrêter à cause d’une blessure à la colonne vertébrale. Il s'est ensuite enrôlé dans l'armée, mais la même blessure l'a renvoyé chez lui peu de temps après. Il a ensuite continué et est devenu un entraîneur de natation. Il a fait ses débuts en tant qu'acteur en 2011 avec New Tales of Gisaeng.

### Carrière
Le premier rôle de Sung Hoon est dans le drama New Tales of Gisaeng en 2011. Sa prestation dans le drama lui a valu le prix de Meilleur Nouvel Acteur.
En 2012, il apparaît pour la première fois dans un drama chinois, The Bodyguard.
La même année, il apparaît dans le drama Faith,. Plus tard dans l’année, il joue dans le drama The Birth of a Family.
En 2013, Sung Hoon joue dans le drama Passionate Love. En 2014, il joue dans le web drama 6 Persons Room.
En 2015, il obtient un rôle dans le drama Noble, My Love, et apparaît dans la série Oh My Venus.
Sung Hoon est aussi disc jockey, sous le nom de ROI. Il a joué dans divers pays comme la Chine, Hong Kong, Thaïlande, Malaisie, Singapour et Indonésie.
En 2016, il retourne à l’écran en jouant dans le drama intitulé Five Enough de la chaîne KBS,.
En 2017, Sung Hoon joue dans le drama My Secret Romance, puis il jouera dans The Idolmaster KR. La même année, il fait partie du casting pour le film Are You in Love?,.
En 2018, il joue pour la première fois dans un film d’action, Brothers in Heaven,. Il a aussi joué dans la seconde saison du sitcom, The Sound of Your Heart,, ainsi que dans le web drama I Picked Up a Celebrity on the Street. La même année, Sung Hoon fait partir du casting de l’émission de variété nommée I Live Alone.

## Filmographie

### Séries télévisées
| Année | Titre                                 | Rôle                   | Chaîne        |
| ----- | ------------------------------------- | ---------------------- | ------------- |
| 2011  | New Tales of Gisaeng                  | Ah Da-mo               | SBS           |
| 2012  | The Bodyguard                         | Guo Xu                 | CCTV          |
| 2012  | Faith                                 | Chun Eum-ja            | SBS           |
| 2012  | The Birth of a Family                 | Han Ji-hoon            | SBS           |
| 2013  | Passionate Love                       | Kang Moo-yeol          | SBS           |
| 2014  | 6 Persons Room                        | Min-soo                | KOSHA         |
| 2015  | Noble, My Love                        | Lee Kang-hoon          | Naver TV Cast |
| 2015  | Oh My Venus                           | Jang Joon-sung         | KBS2          |
| 2016  | Five Enough                           | Kim Sang-min           | KBS2          |
| 2017  | My Secret Romance                     | Cha Jin-wook           | OCN           |
| 2017  | The Idolmaster KR                     | Kang Shin-hyuk         | SBS funE      |
| 2017  | Jugglers                              | Lee Kyung-joon (Caméo) | KBS2          |
| 2018  | Sound of Heart - Reboot               | Jo Seok                | Netflix       |
| 2018  | I Picked Up a Celebrity on the Street | Kang Joon-hyuk         | Oksusu        |
| 2023  | Death's Game                          | Song Jae-seop          | TVING         |

### Films
| Année | Titre              | Rôle     |
| ----- | ------------------ | -------- |
| 2018  | Brothers in Heaven | Tae-sung |
| TBA   | Are You in Love?   |          |

### Clips vidéos
| Année | Titre                                | Artiste                                  | Album          | Réf.  |
| ----- | ------------------------------------ | ---------------------------------------- | -------------- | ----- |
| 2009  | Because I Love You (사랑하기 때문에) | White Brown                              | single         | video |
| 2010  | Promise Me (약속해줄래)              | Oh Yun Hye (오윤혜) ft. Red Roc (레드락) | Promise Me     | video |
| 2013  | Just the Two of Us (둘이서 한잔해)   | Davichi                                  | Mystic Ballad  | video |
| 2015  | Sunlight                             | Geummi (Crayon Pop) ft. Sung Hoon        | 6 Persons Room | video |
| 2016  | CLIMAX (클라이막스)                  | Nop.K (Feat. Hoon.J)                     | CLIMAX         | video |
| 2016  | Dream                                | Real Girls Project                       |                |       |

### Comédie musicale
| Année | Titre       | Rôle       | Notes                                |
| ----- | ----------- | ---------- | ------------------------------------ |
| 2014  | Summer Snow | Dr Yoonjae | Ses débuts dans une comédie musicale |

## Discographie
| Année | Chanson                               | Album                 | Notes                  |
| ----- | ------------------------------------- | --------------------- | ---------------------- |
| 2015  | Sunlight                              | 6 Persons Room OST    | duo avec Geummi        |
| 2015  | Has It Started? (시작인가요)          | Noble, My Love OST    | duo avec Kim Jae-kyung |
| 2015  | Has It Started? (시작인가요)          | Noble, My Love OST    | Version solo           |
| 2015  | Nothing is Easy                       | Noble, My Love OST    | Version solo           |
| 2017  | Same (똑 같아요)                      | My Secret Romance OST | duo avec Song Ji-eun   |
| 2017  | You Are the World of Me (너뿐인 세상) | My Secret Romance OST | Solo                   |
| 2017  | "Pumping Jumping"                     | NC                    | [ 25 ]                 |

## Récompenses et nominations
| Année | Cérémonie              | Catégorie                                       | Travail nommé        | Résultat   | Réf.   |
| ----- | ---------------------- | ----------------------------------------------- | -------------------- | ---------- | ------ |
| 2011  | SBS Drama Awards       | New Star Award                                  | New Tales of Gisaeng | Lauréat    | [ 26 ] |
| 2016  | 5e APAN Star Awards    | Best Actor in a Serial Drama (Excellence Award) | Five Enough          | Nomination |        |
| 2016  | 30e KBS Drama Awards   | Best New Actor                                  | Five Enough          | Lauréat    | [ 27 ] |
| 2016  | 1er Asia Artist Awards | Best Choice Award                               | NC                   | Lauréat    | [ 28 ] |
| 2017  | 2e Asia Artist Awards  | Best Entertainer Award                          | NC                   | Lauréat    | [ 29 ] |
| 2018  | 13e Asia Model Awards  | Korean Model Star                               | NC                   | Lauréat    | [ 30 ] |
| 2018  | 3e Asia Artist Awards  | Favorite Award                                  | NC                   | Lauréat    | [ 31 ] |